# Christian Gruber (Geograph)
Johann Christian Gruber (* 14. Dezember 1858 in Wassertrüdingen; † 10. Juni 1906 in München) war ein deutscher Lehrer und Geograph.

## Leben
Christian Gruber besuchte die Präparandenschule in Wassertrüdingen und wurde nach Bestehen des Lehrerseminars in Schwabach 1878 an die Volksschulen in München berufen. Von 1878 bis 1885 studierte er an der Technischen Hochschule München. 1880 wurde ihm für seine Bearbeitung der geographischen Preisfrage Die Isar zwischen der Loisach- und Ampereinmündung der erste Preis der Hochschule verliehen. 1881 legte er die Staatsprüfung für das Lehramt der Deutschen Sprache, Geschichte und Geographie ab. Nach einer zwischenzeitlichen Auszeit zum Erlernen von Griechisch und Latein und zum Schreiben von wissenschaftlichen Veröffentlichungen kehrte er in den Schuldienst zurück und wurde am 1. März 1887 als Hauptlehrer und Klassenordinarius an der städtischen Handelsschule München angestellt. 1887 wurde er mit seiner Dissertation Ueber das Quellgebiet und die Entstehung der Isar an der Universität Leipzig zum Dr. phil. promoviert.
Christian Gruber ist vor allem für seine wirtschaftsgeographischen Schriften bekannt, die zum Teil mehrere Auflagen erlebten und nach seinem Tod von Hans Reinlein neu bearbeitet wurden.
Christian Gruber war Mitglied der Bayerischen Botanischen Gesellschaft und wurde am 18. Juni 1894 zum Mitglied (Matrikel-Nr. 3037) der Deutschen Akademie der Naturforscher Leopoldina gewählt.

## Schriften
- Das Isarthal zwischen der Loisach und Amper-Einmündung. In: Jahresbericht der Geographischen Gesellschaft in München, 6, München 1880, S. 107–140
- Das Münchener Becken. Ein Beitrag zur physikalischen Geographie Südbayerns. Engelhorn, Stuttgart 1885 (Digitalisat)
- Ueber das Quellgebiet und die Entstehung der Isar. Orographische und hydrologische Studien aus dem mittleren Karwendel. Inaugural-Dissertation der hohen philosophischen Fakultät in Leipzig zur Erlangung der Doktorwürde, Straub, München 1887 (Digitalisat)
- Die Entwickelung der geographischen Lehrmethoden im XVIII. und XIX. Jahrhundert. Oldenbourg, München und Leipzig 1900 (Digitalisat)
- Deutsches Wirtschaftsleben. Auf geographischer Grundlage geschildert. Teubner, Leipzig 1902 (Digitalisat)
- mit Hans Reinlein: Deutsches Wirtschaftsleben. Auf geographischer Grundlage geschildert. 2. Auflage, Neubearbeitet von Hans Reinlein, Teubner, Leipzig 1907 (Digitalisat)
- mit Hans Reinlein: Wirtschaftsgeographie mit eingehender Berücksichtigung Deutschlands. 2. Auflage, Neu bearbeitet von Hans Reinlein, Teubner, Leipzig 1908 (Digitalisat)